# Alfons III de Portugal
Alfons III de Portugal   (Coïmbra, 5 de maig de 1210 (Gregorià) - Lisboa i Alcobaça, 16 de febrer de 1279 (Gregorià)) dit el de Boulogne, fou rei de Portugal (1247-1279) i comte de Boulogne (1235-1253).

## Biografia
Nascut a la capital del regne el 5 de maig de 1210 fou fill del rei Alfons II de Portugal i la seva esposa Urraca de Castella. Fou el germà del també rei Sanç II de Portugal, al qual succeí.
Com a segon fill del rei Alfons II, l'infant Alfons no esperava heretar el tron, que estava destinat al seu germà Sanç. Va viure a França, on es va casar l'any 1238 amb Matilda, hereva del comtat de Boulogne, per la qual cosa es va convertir en duc titular d'aquest comtat.
El 1246, els conflictes entre el seu germà gran i la Santa Seu es van fer més intensos. El papa Innocenci IV va ordenar a Sanç que abandonés el tron i que fos substituït pel seu germà. Alfons no va rebutjar l'ordre papal i va marxar cap a Portugal.

## Ascens al tron
Sanç II no era un rei popular per la qual cosa va ser difícil complir l'ordre del Papa, exiliant-se a Toledo. L'any 1247 l'infant Alfons va esdevenir rei, tot i que per a ascendir al tron va renunciar al ducat el 1253 i també es va divorciar de Matilda. Aquest mateix any es va casar amb Beatriu, filla il·legítima del rei Alfons X de Castella.
Decidit a no cometre els mateixos errors que el seu germà, Alfons III va parar esment a la classe mitjana composta per mercaders i petits propietaris de terres. El 1254, a la ciutat de Leiria, va assistir a la primera sessió de les Corts, assemblea general composta per la noblesa, la classe mitjana i representants de tots els municipis. Va dictar lleis que evitaven que la classe alta abusés de la població més desafavorida. Recordat amb un gran administrador, Alfons III va fundar diverses ciutats i va reorganitzar l'administració pública.
Segur en el seu tron, Alfons III va entrar en guerra amb les comunitats musulmanes que encara residien al sud de Portugal. Durant el seu regnat, l'Algarve es va convertir en part del regne i després de la conquesta de Faro, Portugal es va convertir en el primer regne de la península Ibèrica a completar la seva Reconquesta. Després de la seva victòria sobre els musulmans, Alfons III va haver d'enfrontar-se als problemes polítics creixents en les fronteres amb el Regne de Castella. El regne veí considerava que les terres conquistades a l'Algarve pertanyien a Castella i no a Portugal, el que va dur a una sèrie d'enfrontaments entre ambdós països. Finalment, el 1267, es va signar un tractat a Badajoz que determinava que la frontera sud entre Portugal i Castella s'establia en el riu Guadiana.

## Núpcies i descendents
Es va casar el 1235 amb la comtessa Matilda II de Bolonya, de la qual es va divorciar l'any 1253. D'aquesta unió en va néixer:
- l'infant Robert de Boulogne (1239-1240)
- un infant mort al néixer (1240)

El 1253 es va casar amb Beatriu de Castella, filla d'Alfons X de Castella i Maria Guillén de Guzmán. D'aquesta unió nasqueren:
- la infanta Blanca de Portugal (1259-1321), abadessa dels Convents de Lorvão i de Las Huelgas (Burgos)
- l'infant Ferran de Portugal (1260-1262)
- l'infant Dionís I de Portugal (1261-1325), rei de Portugal
- l'infant Alfons de Portugal (1263-1312), senyor de Portalegre
- la infanta Sança de Portugal (1264-1279)
- la infanta Maria de Portugal (1264-1284), religiosa al Monestir de Santa Cruz
- la infanta Constança de Portugal (1266-1271)
- l'infant Vicenç de Portugal (1268-1271)

Alfons tingué diversos fills il·legítims amb les dames de companyia de les seves dues esposes.

## Problemes amb l'església
El 1253 Alfons III decidí dissoldre el seu matrimoni amb Matilda II de Bolonya, veient que aquesta no podria tenir més fills. Llavors decidí casar-se amb Beatriu de Castella en virtut d'un tractat de Pau amb Castella.
Aquest nou casament provocà un enfrontament d'Alfons III amb l'església, igual que el seu germà Sanç II. Matilda reclamà els seus drets sobre la indissolubilitat del matrimoni i la Santa Seu li donà la raó, invalidant la nova unió d'Alfons III. No fou fins a la mort de Matilda, el 1262, que no es declarà vàlida aquesta unió.
Alfons III de Portugal va morir el 16 de febrer de 1279 i va ser succeït al tron pel seu fill Dionís.